# Liste der Biografien/Kic
Liste der Biografien |
Portal Biografien |
Personensuche
# |
A |
B |
C |
D |
E |
F |
G |
H |
I |
J |
K |
L |
M |
N |
O |
P |
Q |
R |
S |
T |
U |
V |
W |
X |
Y |
Z |
?
 
Ka |
Kb |
Kc |
Kd |
Ke |
Kf |
Kg |
Kh |
Ki |
Kj |
Kl |
Km |
Kn |
Ko |
Kp |
Kr |
Ks |
Kt |
Ku |
Kv |
Kw |
Ky |
Kx |
Kz
 
Kia |
Kib |
Kic |
Kid |
Kie |
Kif |
Kig |
Kih |
Kii |
Kij |
Kik |
Kil |
Kim |
Kin |
Kio |
Kip |
Kir |
Kis |
Kit |
Kiu |
Kiv |
Kiw |
Kix |
Kiy |
Kiz
Die Liste der Biografien führt alle Personen auf, die in der deutschsprachigen Wikipedia einen Artikel haben. Dieses ist eine Teilliste mit 60 Einträgen von Personen, deren Namen mit den Buchstaben „Kic“ beginnt.

## Kic

### Kica
- Kica, Aleksandra (* 1981), polnische Kostümbildnerin
- Kica, Janusz (* 1957), polnischer Theaterregisseur
- Kicanas, Gerald Frederick (* 1941), US-amerikanischer Geistlicher, emeritierter römisch-katholischer Bischof von Tucson
- Kićanović, Dragan (* 1953), jugoslawischer Basketballspieler

### Kich
- Kicherer, Birgitta (* 1939), deutsche Übersetzerin
- Kichise, Hiroshi (* 1983), japanischer Fußballspieler
- Kichizan, Minchō (1352–1431), japanischer Maler
- Kichlefeldt, Johannes (1901–1981), estnischer Fußballspieler
- Kichton, Brenden (* 1992), kanadischer Eishockeyspieler

### Kici
- Kicillof, Axel (* 1971), argentinischer Politiker
- Kiciński, Jacek (* 1968), polnischer römisch-katholischer Ordensgeistlicher, Weihbischof in Breslau
- Kıcıroğlu, Sibel (* 1995), türkische Handball- und Beachhandballspielerin

### Kick
- Kick, Burkhard (* 1968), deutscher Fußballtorwart
- Kick, Cornelis († 1681), holländischer Stilllebenmaler
- Kick, Daniel Christoph Eduard (1803–1880), Begründer der Kaolinindustrie im Raum Hirschau-Schnaittenbach und ein Pionier der europäischen Kaolinindustrie
- Kick, Franz Wilhelm (1925–2012), deutscher Politiker (SPD), MdL Bayern
- Kick, Friedrich (1840–1915), österreichischer Maschinenbauer und Politiker
- Kick, Georg Christoph (1754–1825), Landtagsabgeordneter Großherzogtum Hessen
- Kick, Hermes Andreas (* 1944), Psychiater
- Kick, Jasper (* 1984), niederländischer Eishockeyspieler
- Kick, Johann (1901–1946), deutscher Polizist, Leiter der Politischen Abteilung im KZ DachauJohann Kick (1901–1946)

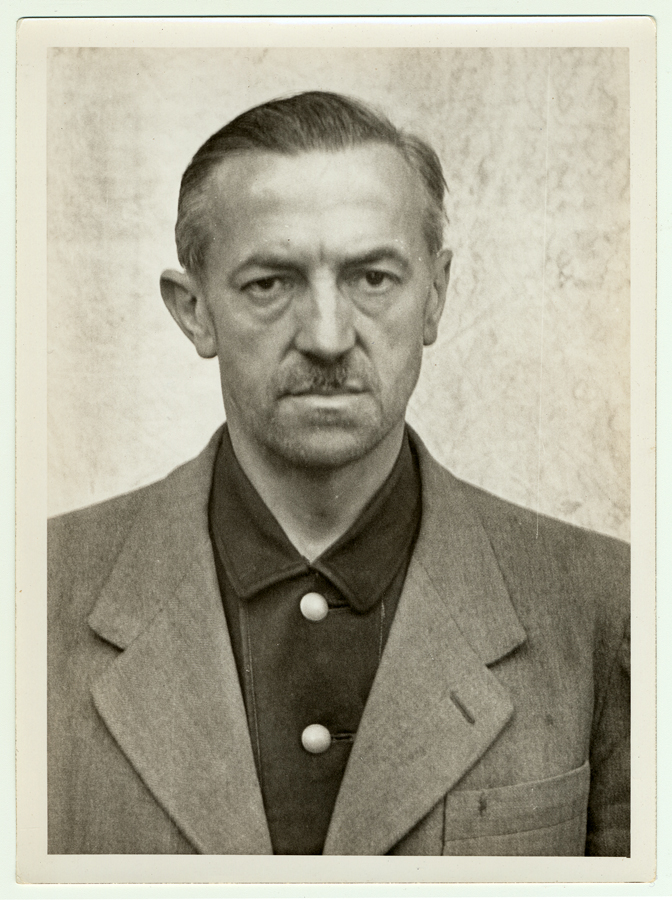
Johann Kick (1901–1946)

- Kick, Ludwig (1857–1947), deutscher Ingenieur und Stifter
- Kick, Matthias (* 1988), deutscher Schauspieler und Synchronsprecher
- Kick, Richard (* 1947), deutscher Leichtathlet
- Kick, Simon (* 1603), niederländischer Maler
- Kick, Wilhelm, deutscher Herausgeber und Verleger
- Kicka, Kryszina (* 1992), belarussische Volleyballspielerin
- Kicka, Natalia (1806–1888), polnische Numismatikerin und Prähistorikerin
- Kicka, Zbigniew (1950–2022), polnischer Boxer
- Kickbusch, Ilona (* 1948), deutsche Politikwissenschaftlerin
- Kicken, Rudolf (1947–2014), deutscher Fotogalerist
- Kicker, Daniela (* 1978), deutsche Keglerin
- Kicker, Nicolás (* 1992), argentinischer Tennisspieler
- Kicker, Verena, österreichische Radiomoderatorin und Sprecherin
- Kickeritz, Holger (1956–2012), deutscher Radrennfahrer (DDR)
- Kickert, Conrad (1882–1965), niederländischer Maler, Kunstkritiker und Kunstsammler
- Kickert, David (* 1994), österreichischer Eishockeytorwart
- Kickert, Jennifer (* 1962), österreichische Politikerin (Grüne), Landtagsabgeordnete, Mitglied des Bundesrates
- Kickh, Clemens (1827–1913), österreichischer Benediktiner, Theologe und Hofprediger
- Kickhöffel, Karl Hans (1889–1947), deutscher Lehrer und Politiker (DNVP), MdL
- Kicking Bear (1846–1904), indianischer Häuptling und Medizinmann der Oglala-(Minneconjou)-Lakota-Sioux und ein Führer in der Geistertanzbewegung
- Kicking Bird (1835–1875), Stammeshäuptling der Kiowa
- Kickinger, Roland (* 1968), österreichischer Bodybuilder sowie Filmschauspieler und Filmproduzent
- Kickinger, Viktoria (* 1952), österreichische Aufsichtsrätin und Unternehmerin
- Kickl, Herbert (* 1968), österreichischer Politiker (FPÖ), Abgeordneter zum NationalratHerbert Kickl (* 1968)

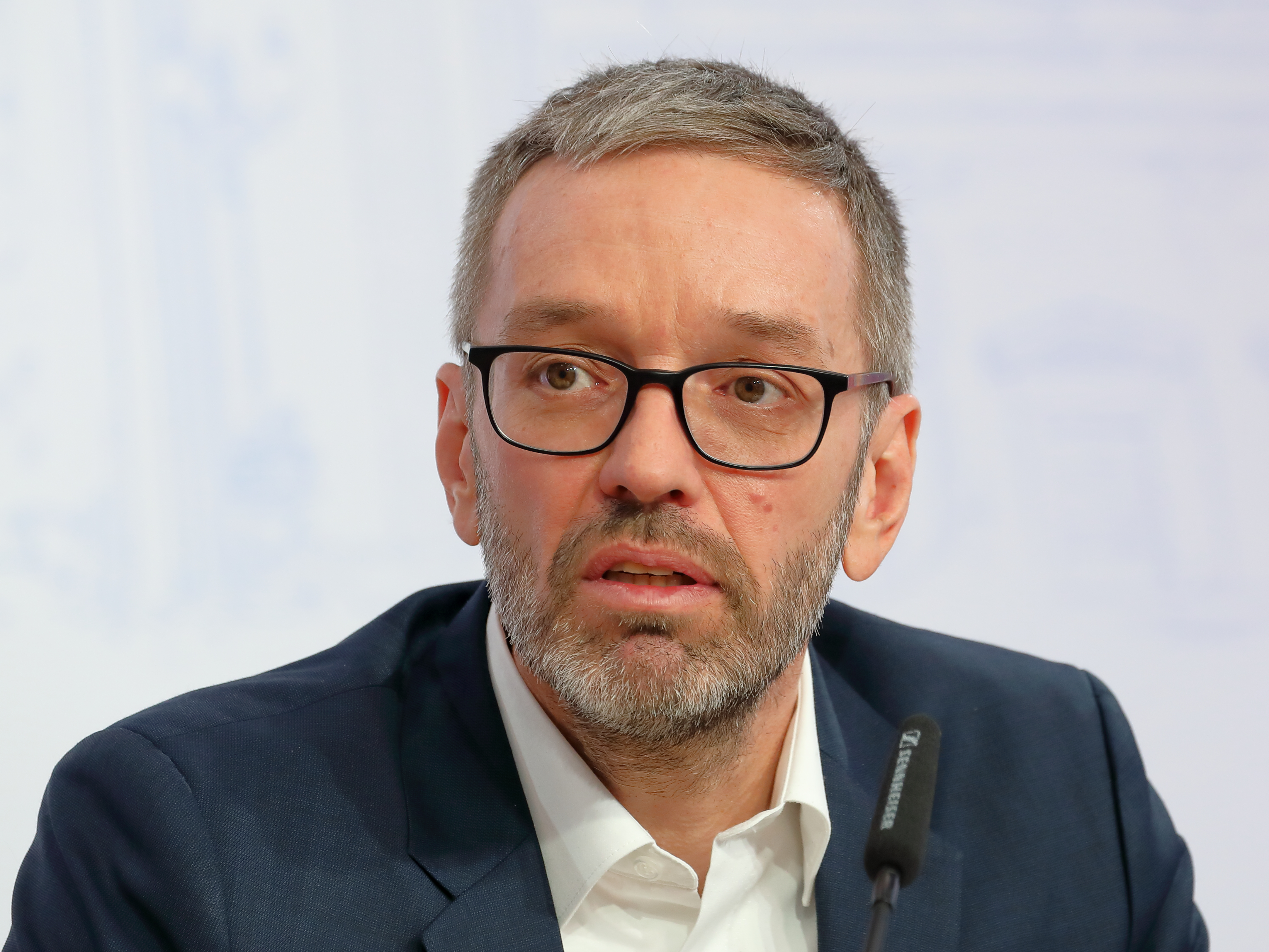
Herbert Kickl (* 1968)

- Kicklighter, Claude M. (* 1933), US-amerikanischer Offizier, Generalleutnant der US-Army
- Kicklitz, Matthias (* 2002), deutsch-dänischer Badmintonspieler
- Kickstat, Paul (1893–1959), deutscher Organist und Musikpädagoge
- Kickton, Arthur (1861–1944), deutscher Architekt, preußischer Baubeamter
- Kickton, Erika (1896–1967), deutsche Journalistin, Musikwissenschaftlerin und Komponistin
- Kickton, Helmut (* 1956), deutscher Kirchenmusiker
- Kickton, Hermann (1847–1915), deutscher Bauingenieur und kommunaler Baubeamter
- Kickton, Hermann (1878–1957), deutscher Jurist und Amateurpaläontologe
- Kickton, Louis Arthur (1861–1940), deutscher Lebensmittelchemiker
- Kickuth, Rolf (* 1952), deutscher Wissenschaftsjournalist
- Kickx, Jean (1803–1864), flämischer Botaniker
- Kickx, Jean Jacques (1842–1887), flämischer Botaniker
- Kickx, Jean senior (1775–1831), flämischer Botaniker

### Kicm
- Kiçmari, Sabri (* 1967), kosovarischer Diplomat

### Kics
- Kicsid, Gabriel (* 1948), rumänischer Handballspieler